# Törökország az 1984. évi téli olimpiai játékokon
Törökország a jugoszláviai Szarajevóban megrendezett 1984. évi téli olimpiai játékok egyik részt vevő nemzete volt. Az országot az olimpián 2 sportágban 7 sportoló képviselte, akik érmet nem szereztek.

## Alpesisí
Férfi
| Versenyző              | Versenyszám      | 1. futam | 1. futam | 2. futam | 2. futam | Összesítés | Összesítés |
| Versenyző              | Versenyszám      | Idő      | Hely.    | Idő      | Hely.    | Idő        | Helyezés   |
| ---------------------- | ---------------- | -------- | -------- | -------- | -------- | ---------- | ---------- |
| Yakup Kadri Birinci    | Műlesiklás       | 1:07,53  | 44.      | 1:06,33  | 28.      | 2:13,86    | 27.        |
| Yakup Kadri Birinci    | Óriás-műlesiklás | 1:42,39  | 59.      | 1:42,24  | 54.      | 3:24,63    | 53.        |
| Sabahattin Hamamcıoğlu | Műlesiklás       | 1:14,56  | 56.      | 1:08,79  | 33.      | 2:23,35    | 37.        |
| Sabahattin Hamamcıoğlu | Óriás-műlesiklás | 1:44,84  | 64.      | 1:48,74  | 61.      | 3:33,58    | 61.        |
| Ali Fuad Haşıl         | Műlesiklás       | 1:09,65  | 50.      | 1:07,93  | 31.      | 2:17,58    | 32.        |
| Ali Fuad Haşıl         | Óriás-műlesiklás | 1:44,76  | 63.      | 1:47,08  | 59.      | 3:31,84    | 60.        |
| Erkan Mermut           | Műlesiklás       | 1:09,29  | 48.      | 1:09,73  | 35.      | 2:19,02    | 34.        |
| Erkan Mermut           | Óriás-műlesiklás | 1:48,58  | 68.      | 1:53,35  | 63.      | 3:41,93    | 63.        |

## Sífutás
Férfi
| Versenyző       | Versenyszám | Eredmény      | Helyezés      |
| --------------- | ----------- | ------------- | ------------- |
| Erhan Dursun    | 15 km       | 53:40,3       | 74.           |
| Nihattin Koca   | 15 km       | 51:58,7       | 70.           |
| Muzaffer Selçuk | 15 km       | nem ért célba | nem ért célba |